# Готфрид II фон Хелфенщайн-Зигмаринген
Готфрид II фон Хелфенщайн-Зигмаринген (на немски: Gottfried II. Graf von Helfenstein-Sigmaringen); † 1240/2 февруари 1241) е граф на Хелфенщайн-Зигмаринген в Баден-Вюртемберг.

## Произход
Той е син на граф Лудвиг I фон Шпитценберг-Зигмаринген-Хелфенщайн († 1200) и съпругата му фон Хелфенщайн, дъщеря наследничка на граф Еберхард II фон Хелфенщайн († сл. 1140), син на граф Еберхард I фон Хелфенщайн († сл. 1113). Внук е на Рудолф I фон Зигмаринген († сл. 1147) и правнук на Лудвиг фон Зигмаринген-Шпитценберг († сл. 1110). Праправнук е на Лудвиг фон Зигмаринген († 1092) и съпругата му Рихинца, наследничка на Шпитценберг († сл. 1110), дъщеря на херцог Бертхолд I фон Церинген († 1078) и Рихвара фон Цулфрихгау († пр. 1056/1073), дъщеря на херцог Херман IV от Швабия († 1038) и маркграфиня Аделхайд от Суза († 1091), която е полусестра на Берта Савойска († 1087), императрица на Свещената Римска империя (1084 – 1087), съпруга на император Хайнрих IV († 1106).
Баща му е брат на граф Готфрид фон Шпитценберг († 1190), епископ на Регенсбург (1185 – 1186), епископ на Вюрцбург (1186 – 1190).
Готфрид II фон Хелфенщайн-Зигмаринген е брат на граф Улрих I фон Хелфенщайн († сл. 1241), Рудолф I фон Хелфенщайн († сл. 1212), Еберхард III фон Хелфенщайн († сл. 1229), Бертхолд фон Хелфенщайн († 1233, убит), епископ на Кур, и на Аделхайд фон Равенщайн († сл. 1228), омъжена за Бертхолд I фон Хайлигенберг.
Около 1100 г. Еберхард фон Хелфенщайн Стари построява замък Хелфенщайн над град Гайзлинген, на 15 km югоизточно от Гьопинген и 27 km северозападно от Улм.

## Фамилия
Готфрид II фон Хелфенщайн-Зигмаринген се жени за Аделхайд фон Нойфен († сл. 1240), вдовица на граф Конрад III фон Хайлигенберг († 1208), сестра на Бертолд фон Нойфен († 1224), епископ на Бриксен (1216 – 1224), дъщеря на граф Бертхолд I фон Вайсенхорн-Нойфен († 1221) и съпругата му Аделхайд фон Гамертинген († сл. 1208), единствената дъщеря на граф Адалберт II фон Ахалм-Хетинген († пр. 1172). Те имат четирима сина:
- Гебхард фон Зигмаринген-Питенгау († сл. 1253)
- Бертхолд фон Питенгау († 1254), епископ на Пасау (1250 – 1254)
- Алберт I фон Питенгау († 1260/1262), епископ на Регенсбург (1246 – 1259)
- Готфрид III фон Хелфенщайн-Зигмаринген († пр. 1263)